# Estátua de Mahatma Gandhi
A estátua de Mahatma Gandhi na Praça do Parlamento, em Westminster, Londres, é uma obra do escultor Philip Jackson .

## História
Em julho de 2014, o Chanceler do Tesouro do Reino Unido, George Osborne, anunciou durante uma visita à Índia que uma estátua de Mahatma Gandhi seria colocada na Praça do Parlamento, em Westminster. Ele disse: "espero que esse novo memorial seja um tributo duradouro e adequado à memória dele na Grã-Bretanha e um monumento permanente a nossa amizade com a Índia". Foi também anunciado que o escultor Philip Jackson tinha sido convidado a criar a estátua. Ele já havia criado a estátua da Rainha Mãe, o Memorial do Comando de Bombardeiros da RAF e a estátua de Bobby Moore. A permissão de planejamento foi concedida pela Câmara Municipal de Westminster no final daquele ano, em novembro.

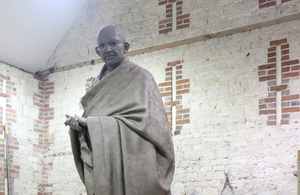
A estátua na oficina antes de ser instalada na Praça do Parlamento

O financiamento da estátua foi feito por meio de doações públicas e patrocínios. A captação de recursos foi feita pelo Gandhi Statue Memorial Trust, criado por Meghnad Desai, Barão Desai, bem como por um conselho consultivo especial criado pelo governo. Este foi presidido pelo deputado Sajid Javid, o então secretário de Estado da Cultura, Meios de Comunicação Social e Desporto. Em torno de £ 100.000 foram arrecadadas no processo de planejamento, mas eram necessárias mais £ 500.000 e eles procuraram angariar esse valor até janeiro de 2015, a fim de combinar com uma visita planejada a Londres pelo Primeiro Ministro, Narendra Modi da Índia .
A estátua foi inaugurada pelo ministro das Finanças indiano , Arun Jaitley, em 14 de março de 2015. Foi celebrado como uma comemoração do centenário do retorno de Gandhi da África do Sul à Índia, geralmente considerado como o início de seus esforços pela independência da Índia . Os palestrantes na inauguração da estátua incluíram o primeiro-ministro do Reino Unido, David Cameron, o ator de cinema indiano Amitabh Bachchan e o neto de Gandhi, Gopalkrishna Gandhi .
Em junho de 2020, durante os protestos de George Floyd, a estátua foi vandalizada por manifestantes juntamente com a estátua de Winston Churchill. Alguém pintou a palavra “racista” na estátua de Gandhi.

## Projeto

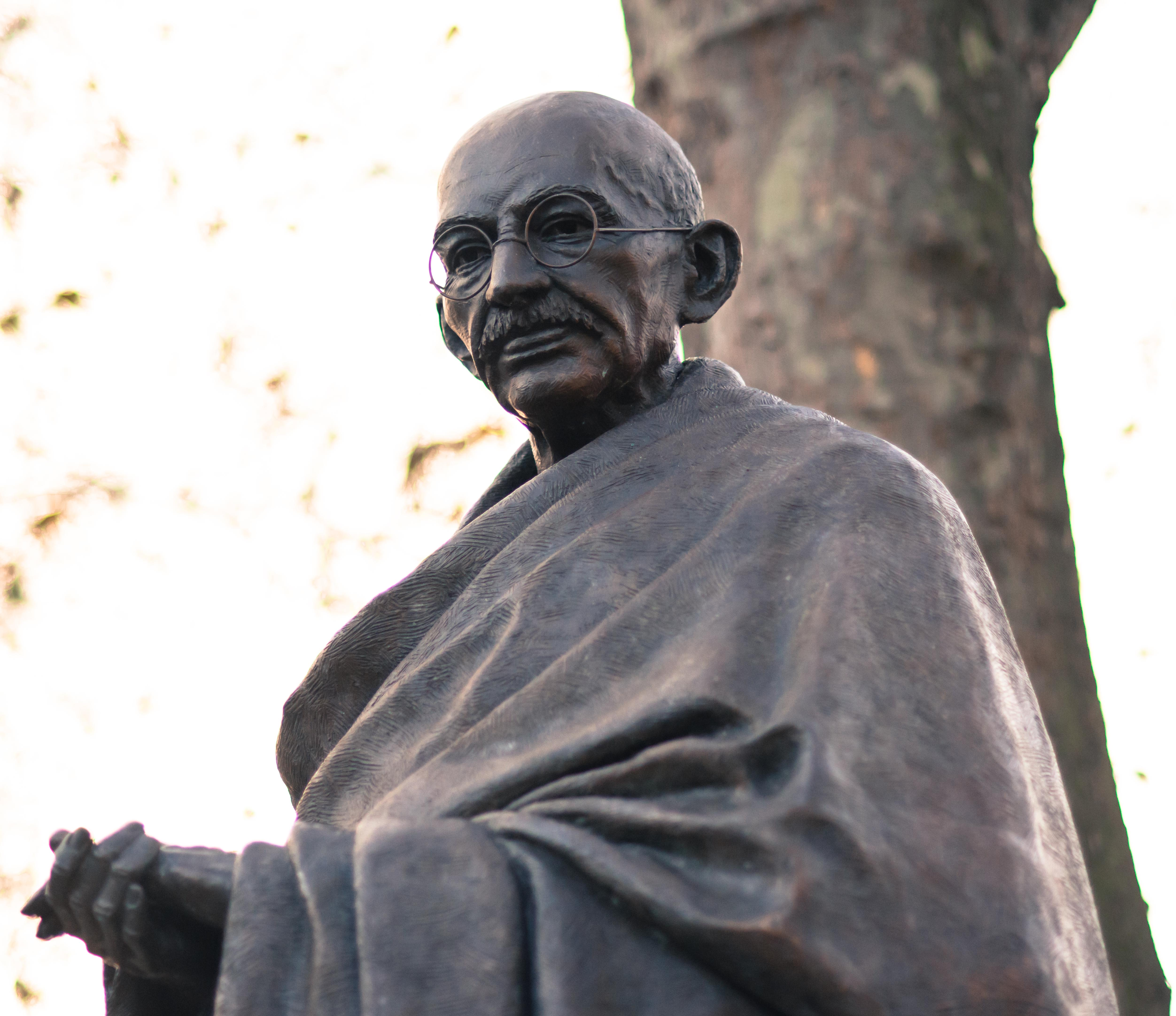
Detalhe da estátua

A estátua tem quase três metros de alto e é feita de bronze. Está baseada em uma fotografia de Gandhi do lado de fora dos escritórios do primeiro-ministro Ramsay MacDonald em 1931. O pedestal no qual a estátua está montada é mais baixo do que o das outras estátuas da Praça do Parlamento, Isso foi uma escolha deliberada do Gandhi Statue Memorial Trust.
Foi planejada para ser a última estátua a ser colocada na Praça do Parlamento. Por causa da localização da estátua de Gandhi, espera-se que se mude a localização de uma estátua planejada da ex-primeira-ministra britânica, Margaret Thatcher, para a área externa da Suprema Corte do Reino Unido, em Middlesex Guildhall .
Na sua inauguração, os comentaristas notaram a ironia da colocação da estátua perto da estátua de Sir Winston Churchill, que também fica na Praça do Parlamento. The Telegraph de Kolkata observou que o facto "de Gandhi e Mandela estarem agora ao lado de uma série de homens brancos na Praça do Parlamento é uma prova do quanto a própria Inglaterra se afastou das opiniões de Winston Churchill sobre o racismo e o imperialismo".